# Парламентские выборы на Кубе (1981)
Непрямые парламентские выборы на Кубе во 2-ю Национальную ассамблею были проведены 28 декабря 1981 года.

## Результаты
Первичные выборы проходили в два этапа: 11 и 18 октября 1981 года. Избиратели выбрали членов 169 муниципальных ассамблей. В первом этапе участвовало 6 097 139 избирателей (участие — 97 %). Во втором этапе голосовало 1 156 216 избирателей (участие — 93,6 %). После этого депутаты муниципальных ассамблей избрали 499 членов Национальной ассамблеи. Кандидаты должны были быть членами Коммунистической партии, Молодёжной коммунистической лиги или массовых организаций.
28-29 декабря 1981 года Ассамблея начала свою работу. Флавио Браво Пардо был избран Президентом Ассамблеи, а Фидель Кастро был переизбран Председателем Государственного совета.